# Aérodrome de Pons - Avy
L’aérodrome de Pons - Avy (code OACI : LFCP) est un aérodrome ouvert à la circulation aérienne publique (CAP), situé sur la commune d’Avy à 3 km au sud-est de Pons, en Charente-Maritime (région Poitou-Charentes, France).
Il est utilisé pour la pratique d’activités de loisirs et de tourisme (aviation légère, hélicoptère et aéromodélisme).

## Installations
L’aérodrome dispose d’une piste en herbe orientée est-ouest (13/31), longue de 1 250 m et large de 80.
L’aérodrome n’est pas contrôlé. Les communications s’effectuent en auto-information sur la fréquence de 123,500 MHz.
S’y ajoutent :
- une aire de stationnement ;
- des hangars ;
- une station d’avitaillement en carburant (100LL) et en lubrifiant[2].

## Activités
- Aéroclub de Pons.